# Геном (трилогия)
Геном — цикл фантастических произведений Сергея Лукьяненко, включающий романы «Танцы на снегу» и «Геном», а также повесть «Калеки».

## Мир трилогии
Действие происходит в будущем. Земляне вышли в дальний космос, колонизировали множество планет, вступили в контакт с инопланетянами — «чужими», как их называют, хотя такое название и считается не вполне политкорректным. Сообщество планет, заселённых землянами, является Империей под управлением императора. События романа «Геном» происходят во второй половине XXII века, «Танцы на снегу» описывают историю, имевшую место за несколько десятилетий до этого. В «Калеках» главный герой, Алекс Романов, приблизительно на двадцать лет старше, чем в «Геноме», так что ориентировочный диапазон событий трилогии — от конца XXII до начала XXIII века по земному летоисчислению.

### Инопланетяне

#### Цзыгу
Цзыгу — (от Цзы-гу): Внешне более всего близки к земным насекомым, хотя биологически сильно от них отличаются. Размерами близки к человеку, в соответствующей одежде их можно спутать с людьми. В естественной форме вырабатывают меркаптан (одно из презрительных прозвищ цзыгу у людей — «вонючки»), поэтому при посещении человеческих планет и контактах с людьми пользуются герметичными скафандрами либо специальными медикаментами, подавляющими выделение пахучих веществ. Располагают технологией биологической трансформации, позволяющей сделать тело особи цзыгу внешне аналогичным человеческому, в такой форме самка цзыгу практически неотличима от юной человеческой девушки. Живут тесными сообществами, наподобие земных ульев или муравейников — с чёткой иерархией и жёсткими правилами поведения. Правят цзыгу особо привилегированные самки, основную работу выполняют рабочие особи, которые до недавнего времени даже не имели самосознания. Рабочие особи генетически абсолютно преданы правителям. Цзыгу враждуют с брауни и, в особенности, с халфлингами — настолько, что попадание космического корабля с цзыгу в звёздную систему халфлингов означает неминуемую смерть «пчёлок» (наиболее симпатизирующее прозвище от людей для цзыгу). По-своему ощущают рассвет.

#### Брауни
Брауни — о них в книге встречаются лишь отрывочные сведения. По-видимому, очень воинственны — в космосе существуют особые зоны, в которые мирные корабли предпочитают не заходить, потому что там происходят ритуальные схватки кораблей брауни. Периодически впадают в боевое безумие, становясь очень агрессивными и совершенно неуправляемыми, начиная представлять смертельную опасность для окружающих. Враждуют с цзыгу. У Брауни развито клонирование, — иначе их расе просто не выжить. Не способны на дружбу.

#### Фэнхуан
Фэнхуан — (от названия «чудесной царской птицы» из китайской мифологии): Описываются как «неповоротливые… в складках псевдокрыльев» яйцекладущие, что позволяет предположить — речь идёт об орнитоидной форме жизни. Яйца фэнхуан издают приятные для слуха землян звуки («поют»). Не обладают чувством мести, — но способны к максимально жёсткому наказанию лиц, посягнувших на неприкосновенность яиц. Других подробностей нет.

#### Халфлинги
Халфлинги (от «хоббит») — гуманоиды, внешне отличаются от людей, но могут жить в тех же природных условиях, что и человек. Воинственны, враждуют с цзыгу. В обществе халфлингов огромное значение придаётся «достойной смерти», которая важнее любых прижизненных заслуг. Даже бесспорный герой, если он умер недостойной его положения смертью, считается обесчещенным. Например, для воина позорно умереть в собственной постели от болезни — он должен погибнуть в бою. Халфлинги — прекрасные инженеры и строители, создают великолепные боевые корабли. С ними нельзя торговаться — они всегда назначают справедливую цену своим товарам, а попытку сбить цену воспринимают как личное оскорбление, сомнение в качестве товара, и считают себя вправе обмануть оскорбившего их покупателя.

#### Тайи
Тайи — древняя раса разумных, когда-то владевшая большим сектором космоса, где сейчас хозяйничают люди и другие расы. После разрушительной глобальной войны с неизвестными противниками Тайи победили, но ущерб, понесённый ими, оказался невосполнимым — раса живёт на нескольких планетах, давно прекратила космическую экспансию и постепенно вымирает из-за непонятных другим расам их внутренних противоречий. Звездолёты Тайи до сих пор патрулируют космос, хотя никакой реальной военной силы против современных боевых кораблей не представляют. Не ведают, что такое юмор.

### Технологии
Дальние космические перелёты осуществляются через гиперканалы — пробои в трёхмерной метрике пространства, в которых возможно движение со скоростью, намного превышающей световую. Прямое движение в гиперпространстве, без использования каналов, возможно и доступно, но практически не применяется, так как требует огромных энергетических затрат. Гиперпространство пятимерно, движение в нём требует крайне сложных навигационных расчётов, но обычные компьютеры в гиперканалах не работают. В первой части трилогии для гиперпространственной навигации используется человеческий мозг — специально нанятые на корабль люди используются как живые компьютеры, подключаясь через нервные шунты к кораблю. В «Геноме» расчётчиков уже нет — их заменили гель-кристаллы, квазиорганические вычислительные элементы огромной мощности.
Виртуальная реальность широко применяется в самых различных областях человеческой жизни, далеко не только в индустрии развлечений. Например, в таком режиме пилоты управляют кораблями.
Медицина развита чрезвычайно. Практически никакие травмы, кроме физического разрушения мозга, не являются смертельными, если имеется соответствующее реанимационное оборудование или возможность быстро доставить пострадавшего в медицинское учреждение. Пострадавшие органы восстанавливаются с помощью технологии клонирования. В случае травм, несовместимых с жизнью, остаётся возможность перенести сознание пострадавшего в хранилище достаточного объёма (например, в гель-кристалл, или даже в мозг другого человека), а затем вернуть его в новое, клонированное тело. Реальные ограничения этих возможностей — только время (нужно успеть произвести необходимые действия по спасению) и финансовые возможности.

### Спецы
Человечество продолжает начатую уже довольно давно евгеническую практику (в этом отношении трилогия перекликается с описанием XXI века в «Дороге на Веллесберг»). Ещё в XXI веке были разработаны методы, позволяющие изменить генотип человека таким образом, чтобы приспособить его к определённой деятельности. Подобная операция («спецификация») проводится на только что зачатом зародыше по заказу родителей, которые, таким образом, раз и навсегда решают, кем будет их ребёнок. Человек, которому была сделана спецификация, называется «спецом», немодифицированные люди именуются «натуралами». Стоимость спецификации, возможность предоставления кредита для оплаты и прочие условия зависят от того, насколько велика на данной планете потребность в спецах данной профессии. Спецы генетически совместимы с натуралами — у спеца сохраняется немодифицированный генотип, и специфицированные признаки передаются потомству только тогда, когда оба родителя обладают ими, но и в этом случае их передача может быть блокирована по желанию родителей. В результате существует возможность как поддерживать спецификацию без помощи врачей-генетиков (если спецы будут иметь детей только со спецами той же специализации), так и вернуться к исходному генотипу за одно поколение.
Уже в раннем детстве будущий спец обнаруживает блестящие способности и большой интерес к своей профессии. В подростковом возрасте происходит метаморфоз — перестройка тела и сознания в соответствии со специализацией, происходящая за несколько часов, обычно под наблюдением врача. В это время подросток совершенно беспомощен и не ориентируется в окружающем. Вначале перестраивается тело, потом меняется психика и интеллект — это самый трудный и опасный этап метаморфоза. Активизируются знания, заложенные в мозг, при этом видения подростка соответствуют его специальности, например, мастер-пилот видит, как он летит в космическом пространстве, чувствуя невероятное счастье от полёта. Подавляются нежелательные способности. Например, у пилотов, следователей и налоговых инспекторов подавляется способность любить, чтобы личные чувства не мешали исполнению профессионального долга.
После метаморфоза, в каком бы возрасте он ни происходил, спец становится совершеннолетним и полноправным гражданином. Для работы по специальности обычно требуется обучение — не всё можно вложить в мозг непосредственно. Юридически спец имеет право на устранение любых своих генетических изменений, если его не устраивает положение спеца, но практически это нереально — во-первых, не все изменения устранимы, во-вторых, в момент трансформации психика спеца настраивается на безусловную любовь к заданной работе.
После обучения спец всю жизнь занимается любимым делом, любя его и сознавая, что он выполняет свою работу хорошо. У всех спецов сильный иммунитет. Они получают высокую зарплату, имеют общественный статус выше, чем натуралы, пользуются повышенным уважением со стороны других спецов. Говорят, что «спецы счастливы — от рождения и до смерти». Спец может стать несчастным только если он не будет допущен к своей работе или не справится с ней; обычно такое может произойти только из-за внешних причин.
Большинство натуралов получает низкую, по сравнению со спецами, зарплату и работает на непрестижных работах (чернорабочие, портье, официанты и т. д.) С другой стороны, по-настоящему творческие работы не поддаются специализации: нет писателей-спец или учёных-спец, попытки создать бизнесмена-спец тоже потерпели крах. Все эти области деятельности — прерогатива натуралов. Также натуралами является большинство политиков: лучший из политиков-спец планеты Зодиак, хотя и мог зарабатывать себе на жизнь политической деятельностью, не добился больших успехов на этом поприще и занимается сочинением исторических романов. Но даже и в тех профессиях, для которых созданы отличные спецы, работают не уступающие им натуралы, пусть их и немного. Исключение составляют профессии, куда натуралу не попасть по чисто физиологическим причинам: например, энергетик, работающий с реакторами, должен выдерживать смертельные для обычных людей дозы облучения.
Элементы специализации проникают и в мир натуралов: дефекты зрения корректируются абсолютно всем. На планетах, где присутствуют какие-либо опасные факторы, всем жителям может делаться генная модификация, защищающая от их воздействия. Например, на Карьере, где повышен естественный радиационный фон, всем делается положительная мутация (набор «Инферно»), понижающая чувствительность к радиации, на Зодиаке, где часть года можно попасть под сильнейшие солнечные ожоги, всех модифицируют для устойчивости к излучению местного «солнца».
Люди, постоянно работающие с компьютерами, пользуются нервными шунтами — устройствами, обеспечивающими непосредственную связь мозга с компьютером. Во второй и третьей книге трилогии нервные шунты уже отмирают, их вытесняет генетическая модификация зоны головного мозга, дающая возможность связываться с компьютером без непосредственного электрического соединения.
Помимо спецов и натуралов, есть и третья группа людей: они генетически модифицированы, но лишены свойственных спецам моральных ограничений.

### Клоны
Необходимость колонизации новооткрытых планет привела к тому, что былая перенаселённость сменилась недостатком населения, который компенсировали, помимо демографической политики, ещё и массовым клонированием людей. В Империи живёт огромное количество клонов, имеющих все юридические права людей, но, по традиции, носящих имена прототипа с частицей «Ка-номер» («Андрей Ка-третий Сидоров» — третий клон человека по имени Андрей Сидоров). Попытки клонировать гениев провалились, клоны не создали ничего, равноценного творениям оригиналов, а вот лучших спецов активно клонируют.
В человеческом обществе сохранилась ксенофобия: многие спецы пренебрежительно относятся к натуралам, многие натуралы недолюбливают спецов, достаточно распространена неприязнь обычных людей к клонам, многие люди также неприязненно относятся к чужим.

### Некоторые специализации
- Агент — спец, способный приспособиться к любой работе и условиям. Основные задачи: собирать данные, вербовать, ликвидировать цели, внедряться — и, если надо, воровать.
- Боец — есть множество разновидностей этой специализации. Многие бойцы имеют обманчиво узкие плечи. Главная героиня — внешне хрупкая девушка. Способности — молниеносная реакция и скорость движений, незаурядная физическая сила (может пальцами сломать шею), чуткий слух. Специально для бойцов создана борьба ю-дао, недоступная натуралу.
- Верхолаз — выполняет работы на большой высоте и в горах. Лишён боязни высоты и может провисеть на двух пальцах полную рабочую смену.
- Врач — умеет ставить диагнозы на ощупь, глаз и нюх. Обладает повышенным чувством ответственности и органами чувств повышенной чувствительности.
- Дантист — может ставить диагнозы о зубах на ощупь и глаз. Может ногтями делать тракцию и пальцами рвать больные зубы. Обладает повышенным чувством ответственности.
- Гетера — влюбляется в своего клиента и влюбляет его в себя, если он вообще способен влюбиться. Для этого использует специальные феромоны, выделяемые собственным телом. Секс с гетерой-спец восхитителен. В отсутствие клиентов гетеры флиртуют друг с другом.
- Гид — проводит экскурсии людей на планеты инопланетян и наоборот. Умеет говорить на инопланетных языках. Любит инопланетян. Совмещает в себе: лингвиста, экзо-психолога и врача для Чужих.
- Дворник — самый нелепый вид специализации. У дворников-спец длинные пальцы и карман для мусора на груди. Генетически уменьшена громкость голоса. Из программированных чувств: доброта, любовь к детям, неспособность мусорить.
- Живописец — человек с повышенным глазомером, пространственным воображением и талантом к живописи.
- Карго-мастер — может определять точный вес багажа, всего лишь подняв его. Имеет быструю реакцию.
- Мастер-пилот; Капитана корабля:
  - Специализация: пилотаж космического корабля. Обычно на должности капитана корабля также берут пилотов.
  - Усилено зрение. Точно определяет расстояние (до сантиметра, если расстояние около 10 м) и скорость на глаз. Повышена устойчивость к ускорениям, способен сохранять подвижность до 6g, работоспособность до 12g, способен прыгнуть с высоты 10 м на бетон без каких-либо последствий, при автокатастрофе, которая убьёт обычного человека, выйдет из машины на своих ногах. Улучшена координация движений. Инстинктивно принимает в любом месте наиболее устойчивое положение, ощущает дискомфорт в потенциально опасной позе, автоматически группируется при ускорениях. Улучшена память, логика. Внедрены знания по психологии.
  - Особенности личности: честность, доброта, преданность, чувство долга, личное мужество. Пилот должен, если потребуется, отдать свою жизнь ради спасения пассажиров. Не может отказать в помощи тому, кого воспринимает как своего подопечного (это может быть член экипажа, пассажир, просто любой человек, в силу обстоятельств оказавшийся под покровительством пилота).
  - У пилотов искусственно подавлена способность любить. Вместо неё внедрено чувство любви к своему кораблю, так называемое чувство слияния с кораблём.
  - Усиление моральных качеств запрещает пилоту безнравственные поступки, но законопослушание как таковое не увеличено. Собственные моральные установки для пилота важнее требований законов. Это сделано потому, что пилотам приходится бывать в самых разных мирах, и зависимость от местных законов могла бы стать опасной.
- Модель — спец-женщина с программированной внешностью.
- Палач — эбенская специализация. Ненавидит инопланетян и стремится их уничтожить. Хорошо знает физиологию инопланетян. Убеждён, что инопланетяне враждебны к людям. (Это убеждение не является совсем беспочвенным: в повести инопланетянка выбалтывает, что они надеются уничтожить землян.) Палачи, успешно прошедшие психотерапию, по-прежнему ненавидят инопланетян, но хотят уничтожить их бескровными методами, путём достижения технологического превосходства, после чего экономика инопланетных цивилизаций потерпит крах, они потеряют большинство планет и в основном вымрут.
- Подводник — имеет жабры и специальные глаза с плёнкой для подводных работ.
- Сантехник — занимается починкой труб и водопроводов. Может откручивать гайки пальцами, растворять ржавчину слюной, продувать трубы ртом. Также повышен слух. Профессия может быть доступна натуралам.
- Следователь:
  - Специализация: расследование преступлений. По официальной статистике, следователь-спец раскрывает преступление в 99,3 % случаев.
  - Физические изменения у следователей невелики: усилены органы чувств, в мозг вживлены устройства для взаимодействия с компьютерными системами. Усилена логика, память, способность к анализу. Следователь абсолютно бесстрашен.
  - Законопослушание следователя абсолютно: ...я – слуга Закона. Если Закон скажет, что голодный ребёнок, укравший кусок хлеба, достоин виселицы, – я отправлю его на виселицу. Если закон скажет, что убийца и насильник должен быть оправдан, – я отпущу его с миром. В этом моя сила. Книжный Холмс мог позволить себе отпустить виновного, найдя ему оправдание в собственном сердце и поручив Господу вершить правосудие. Я – не могу. Моё сердце – лишь орган для перекачки крови, и для меня нет Бога, кроме Закона. У него удалены жалость, способность любить, симпатизировать. Все эти чувства заменены страстью к поиску истины. В обыденном общении следователи — «сухари», их часто не любят. По выражению женщины — помощника следователя (натуралки): «Секс со следователем-спец — это чисто механический процесс».
- Слуга — эти спецы существуют на изолированной планете Геральдика, куда мигрировали в своё время потомки старых аристократических родов. Слуги-спец, в отличие от обыкновенных слуг или рабов, не могут взбунтоваться или сбежать, благодаря чему господа получили ничем не ограниченную власть, каковой не имел никто до них. Власть постепенно развратила их, на Геральдике практикуются жестокие развлечения, например, «загонная охота» на слуг. Слуги, как и многие другие спецы, добровольно выбирают такую спецификацию для своих детей.
- Энергетик:
  - Специализация: управление энергетическими установками. Эта профессия недоступна натуралам.
  - Физические способности: определение температуры пламени на глаз (до тысячных долей градуса), зрение воспринимает гораздо более широкий диапазон излучения и частиц, чем у обычного человека.
  - Организм энергетика сверхустойчив к радиации, для чего изменён состав кожи, кости насыщены свинцом, волосы — противорадиационный экран, защищающий голову, у мужчин яички во время работы убираются в брюшную полость.

## Планеты
Обитаемых планет — сотни; «высвечены» только некоторые из них:
- Авалон — планета, схожая с  Новым Кувейтом, но более прохладным климатом (зимы — снежные), здесь располагается штаб-квартира фагов.
- Багдад-3 — планета, наиболее известная поставкой наёмников: «рослых, воинственно оттопыривших черепные гребни и в полном боевом облачении, тоже наверняка явились заключать какой-либо контракт, ведь профсоюза, который мог бы проследить за договором, у них не было».
- Баско-4 — планета-рудник, кладезь природных изумрудов.
- Валдай-8 — планета, где Цзыгу занимались использованием примитивных физических пыток, основанных на нарушении целостности тела и раздражении болевых рецепторов, — на человеческих переселенцах.
- Волга —  планета «небогатая, суровая, чьи жители – в основном евреи и славяне– упорным трудом добывали свой скудный хлеб». На планете единственный стоматологический центр «Клиника доброго доктора Любарского», стоматолога-спец.
- Высокая Долинка — про саму планету ничего не известно. Зато: Даже в этом пёстром сборище выделялась семья с Высокой Долинки – два высоких, обнажённых, если не считать металлизированных набедренных повязок, клон-мужа и толстенькая, закутанная в парчу и мех жена. К ним жался целый выводок полуголых детишек, слишком маленьких, чтобы можно было определить пол, только у старшего на косичке был повязан белый бант — это был экземпляр на продажу.
- Гедония — утопающая в роскоши планета, где у людей много денег и мало совести, а Кабинет адмирала больше походил на будуар пресыщенной красавицы – картины на стенах, мебель ручной работы, мягкий ковёр на полу. Даже один-единственный экран был заключён в изящную серебряную раму. Впрочем, чего ещё ждать от обитателей Гедонии?
- Геральдика — планета с угасшей космонавтикой и угасающими, выродившимися генными линиями былых правящих династий с Терры.
- Зодиак — планета, откуда родом Шерлок К-44 Холмс и Дженни Ватсон. Очень сильное излучение местной звезды, которое в жаркий сезон экранирует слой летающих на высоте ~3 км листьев эндемичных кувшинок с наполнением клеток водородом.
- Иней — планета, затянутая перистыми облаками, отчего и получила своё поэтичное название. Высокоразвитая телеиндустрия по производству сериалов и обучающих программ. Слишком развитая.
- Карьер — планета-рудник, родина Тиккирея Фроста. Жизнь — только под куполами и только для имеющих антирадиационную мутацию.
- Кирресан — планета-прародина халфлингов, вторая планета Гаммы Кассиопеи, несколько превосходит Землю размерами. Кирресан беден тяжёлыми металлами, и гравитация на его поверхности практически равна земной (больше в 1,03 раза). Четыре материка.
- Марс — ближайшая к Земле обитаемая планета. Вольные города  Марса — объект миротворческой миссии имперской армии.
- Московия — известна только своей высококачественной водкой,
- Новая Африка — «найдите мне замену и высадите на какой-нибудь приличной планете. Устроит даже Новая Африка.»
- Новая Украина — средняя планета империи, Новая Украина считалась планетой удачной, перспективной и в меру лояльной императорскому совету. В общем – золотая середина Империи, один из тех столпов, на которых держится цивилизация. Мирно, сытно и уныло. Рукотворное море в стадии терраформирования. Развита генетика и животноводство.
- Новый Кувейт — планета повышенной комфортности: 104%. Правитель — султан. Гипераллергенна, если не сделать соответствующую прививку.
- Олимп — холодный мирок; первая планета, доступ к которой был открыт через гиперпространственные каналы.
- Ртутное донце — планета-рудник, крупный транспортный узел, орбитальные заводы. Ртутные озёра, унёсшие десятки тысяч жизней.
- Серенгети — планета с уродливой рукотворной горной цепью и прекрасной школой пилотов, где, помимо списанных «Цапель» в качестве учебных тренажёров, использовались даже «Фламинго».
- Терра — она же Земля.
- Токио-2 — система, где произошёл печальный инцидент, когда военный корабль Цзыгу, имевший на борту наследную принцессу Зей-Со, принял решение о неподчинении патрульному кораблю… о начале боя. Который, тем не менее, в итоге окончательно разрешил противоречия двух рас: Цзыгу и Людей.
- Эбен — планета, отрезанная от космоса карантинным полем Империи; население негроидной расы; религия: церковь Христа разгневанного. Высокоразвитая военная промышленность (...да крейсера класса «Литургия» способны были срывать фотосферу со звёзд, превращать их в суб‑Новые! Очистительное пламя, в котором сгорели бы все планеты Чужих.) и генетически заложенная неспособность причинять вред людям.
- Эдем — родина Ким. «Милая, патриархальная планета». Обеспеченная. Мощнейшая генетическая лаборатория, не стеснённая этическими установками. Сладкий ром с Эдема заслуживает наивысших похвал.

## Книги

### Танцы на снегу
Действие происходит в конце XXI или начале XXII века. Уже произошёл выход человечества в дальний космос, образовалась Империя, произошли контакты и первые столкновения с инопланетянами. Женщины могут летать в гиперканале только в анабиозе — из-за отсутствия Y-хромосомы женщина, оказавшаяся в гиперканале в нормальном состоянии, неизбежно гибнет. Обычные компьютеры при полёте в гиперканале не работают, поэтому для осуществления сверхсветовой навигации используется человеческий мозг — люди нанимаются на корабли в качестве расчётных модулей. Всё время перелёта они находятся в бессознательном состоянии, пока их мозг используется для выполнения вычислений.
Роман рассказывает историю 14-летнего Тиккерея Фроста (Тики), уроженца планеты Карьер — космического рудника. После смерти родителей Тики нанимается на корабль расчётным модулем, чтобы вырваться с планеты, где его не ждёт ничего хорошего. Познакомившись на планете Новый Кувейт с агентом организации фагов (чрезвычайно напоминающей орден джедаев из Звёздных войн) по имени Стась, Тики оказывается вовлечён в политические события, результатом которых становится поражение альянса Инея и пресечение попытки группы клонов Эдуарда Гарлицкого стать во главе человечества.

### Геном
Действие происходит в середине или второй половине XXII века. Сюжет никак не связан с событиями первой книги, романы объединяет только мир и личность давно умершего великого генетика Эдуарда Гарлицкого, который появляется в действии в виде информационного слепка с личности, хранящегося в гель-кристалле и живущего в нём в собственном виртуальном мире.
Главный герой второй книги трилогии — пилот-спец Алекс Романов. Волей случая он оказывается в роли капитана туристической яхты «Зеркало», предназначенной для перевозки туристов-инопланетян. В рейсе на корабле происходит убийство — убита туристка-чужая, наследная принцесса расы цзыгу. Поскольку смерть принцессы произошла на человеческом корабле и в зоне, контролируемой людьми, цзыгу считают людей виновниками гибели правительницы и объявляют человечеству войну. В результате этой войны человечество, даже победив, окажется в незавидном положении — либо полностью обескровленным, либо восстановившим против себя всех инопланетян. Чтобы остановить войну, следователю-спец Питеру Ка-сорок четвёртому Вальку и Алексу необходимо не более чем за трое суток выявить среди членов экипажа убийцу и отдать его для казни цзыгу.

### Калеки
Прошло около пятнадцати лет после событий «Генома». Алекс Романов — капитан корабля, командир небольшой команды профессионалов, специализирующихся на «обуздании» кораблей, по какой-то причине вышедших из-под контроля (обычно вследствие технических неисправностей оборудования или из-за того, что интеллект корабельного компьютера отказывается повиноваться приказам).
Команда Романова получает весьма необычное задание. Наниматели заказали халфлингам новый боевой корабль, но позволили себе бестактность — попытались торговаться с поставщиком, понадеявшись на то, что детально прописанные в контракте требования к качеству не позволят обиженным халфлингам сделать что-либо неприемлемое. Поставщик точно выполнил все требования и поставил великолепный корабль, но нашёл в контракте лазейку. Компьютер корабля был запрограммирован на повышенные требования к экипажу. Если экипаж не может подтвердить соответствие этим требованиям, корабль отказывается подчиняться ему. Для подтверждения каждому экипажу даётся только одна попытка. Критерий пригодности: экипаж должен спасти корабль в такой ситуации, которую сам корабль расценивает как безнадёжную.